# P-38 (консервный нож)

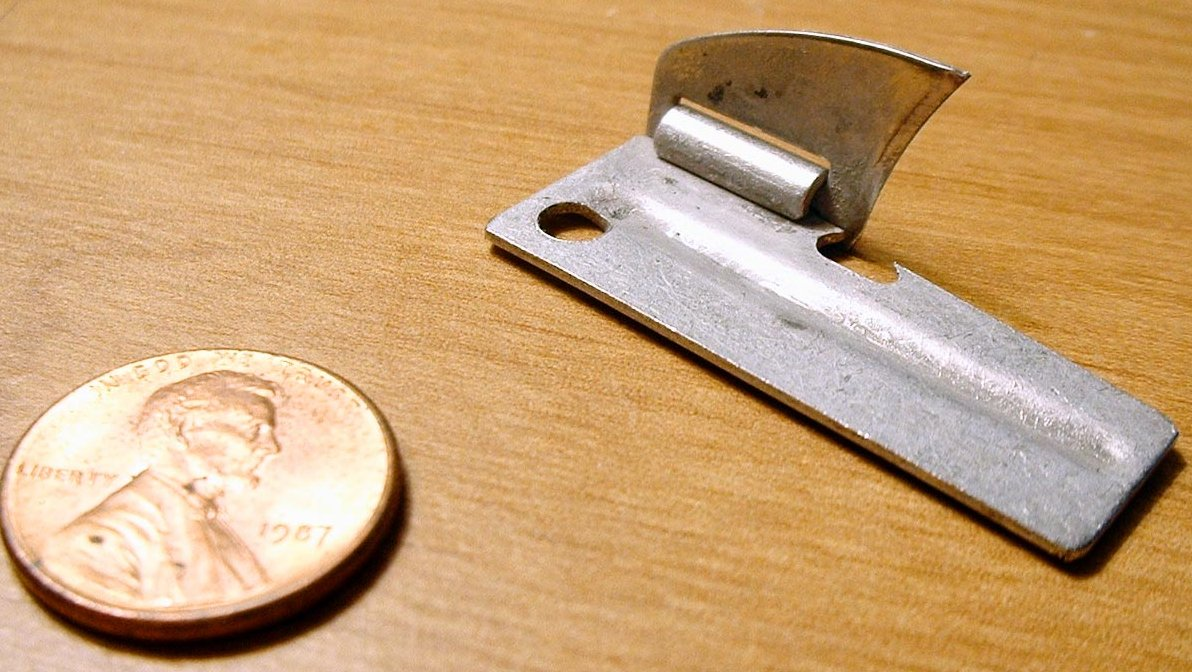
P-38 времён Вьетнамской войны

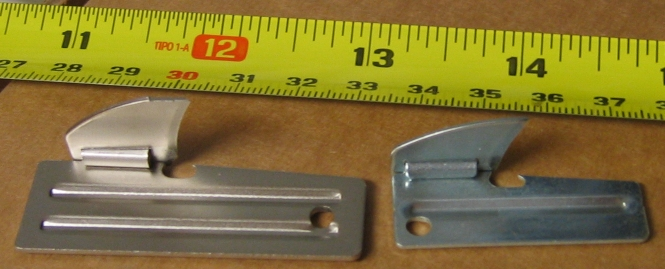
Сравнение P-51 и P-38

P-38 — компактный консервный нож, разработанный для нужд Армии США в 1942 году и применявшийся до 1980-х годов. Первоначально предназначался и распространялся с К-рационом, позже вкладывался и в С-рацион.

## Наименование
Происхождение термина достоверно неизвестно. Официальное армейское наименование P-38: «Консервный нож армии США» (US ARMY POCKET CAN OPENER) и «Открывалка для банок, ручная, складная, тип-I» (OPENER, CAN, HAND, FOLDING, TYPE I).
Согласно официальной версии Армии США, название консервного ножа P-38 связано с тем, что P-38 — это 38 проколов, которые надо совершить, чтобы открыть банку этим ножом, то есть «со скоростью истребителя Второй мировой войны P-38 «Lightning»».
P-38 также известен как «Джон Уэйн» в корпусе морской пехоты США, либо за его прочность и надёжность, либо за то, что по одной из легенд, актёр снимался в обучающем фильме, демонстрирующем правильное обращение с K-рационом.
Одним из технических объяснений происхождения названия является то, что P-38 имеет длину приблизительно 38 миллиметров (1,5 дюйма). Это объяснение также справедливо для P-51, который имеет длину приблизительно 51 мм (2 дюйма). Хотя метрическая система в США до сих пор не принята в качестве официальной.

## Устройство
Консервный нож имеет карманный размер 1,5 дюйма (38 миллиметров длиной) и состоит из небольшой плоскости, служащей рукояткой, и маленького складного резца, предназначенного для вскрытия банки. Сбоку имеется паз для кромки банки, по которой нож перемещается во время использования. Существует версия ножа с большим размером Р-51 — 2 дюйма, которой немного проще пользоваться.
P-38 больше не используется американскими вооружёнными силами, так как консервированный С-рацион заменён неконсервированным сухим пайком в 1980-х. P-51, однако, до сих пор используется в американском армейском «Tray Rations» (консервы с банками большого объёма). Их и сейчас можно видеть в операциях по спасению от стихийных бедствий, где они используются спасательными организациями США. Оригинальные консервные ножи P-38 производились J. W. Speaker Corp. (с клеймом «US Speaker») и Washburn Corp. (со штампом «US Androck»), а позже Mallin Hardware с клеймом «US Mallin Shelby O.» или «U.S. Shelby Co.».

## Достоинства
P-38 обладает рядом эксплуатационных преимуществ по сравнению со стандартными консервными ножами. P-38 более дешёв в производстве, чем стандартный консервный нож, он меньше и легче, поэтому удобнее для переноски, не рвет карман. Устройство можно повесить на связку с ключами или на цепочку для солдатского жетона, используя специальное отверстие.

## Применение
P-38 прост в применении. Сначала режущая часть разворачивается в рабочее положение (перпендикулярно корпусу). Затем нож берётся в правую руку за плоскость, так, чтобы режущая часть смотрела остриём вниз и от пользователя. Край банки вставляется в выемку в корпусе ножа. Удерживая банку левой рукой, нужно наклонить нож по часовой стрелке, чтобы режущая часть пробила крышку банки и сделала небольшую прорезь. Затем нужно немного повернуть банку, передвинуть нож на новое место и сделать ещё одну прорезь. Продолжать делать прорези до тех пор, пока вся крышка не окажется прорезанной по кругу. Затем крышка открывается, P-38 вытирается, складывается, и убирается до нового применения.
Во время Корейской войны американские солдаты помимо открытия консервных банок использовали Р-38 для чистки своих винтовок M1 Garand.
Консервный нож, подобный P-38, но с нескладывающимся лезвием, долгое время производился в Польше и СССР для гражданских нужд.